# Juegos de la edad tardía
Juegos de la edad tardía es una novela de Luis Landero, publicada en 1989, que obtuvo el Premio de la Crítica de narrativa castellana, así como el Premio Nacional de Narrativa. 
Parte de una idea central que se prolonga a través de matices infinitos: el protagonista, Faroni, evoluciona a partir de una impostura, del planteamiento de un doble mediante el cual se procura lo que la vida le ha negado o, mejor dicho, lo que se ha negado a sí mismo al haberse asentado en la mediocridad de una existencia rutinaria.
En esta novela se percibe un realismo mágico sutil que crea una conexión entre la realidad y el ambiente onírico que puebla sus páginas. En un principio, Gregorio Olías (alias Faroni) se encuentra inmerso en una existencia un tanto fragmentada; el pasado que se va revelando establece un puente entre el presente y los sueños dirigidos a intentar resolver diversas situaciones y a lidiar con lo más concreto.
Landero toma personajes vulgares, varados en una existencia opaca, y los convierte en héroes de aventuras rocambolescas, en los protagonistas de hazañas creadas por la imaginación con consecuencias en escenarios reales.